# The World of Strawberry Shortcake
The World of Strawberry Shortcake, (Brasil: Moranguinho/O Mundo de Moranguinho / Portugal: Moranguito/Moranguitas) foi um especial televisivo dos anos 1980, do gênero desenho animado, escrito por Romeo Muller e dirigido por Charles Swenson, sendo produzido por Swenson, Muller e Fred Wolf. Protagonizado pelas vozes de Romeo Muller, Russi Taylor, Julie McWhirter e Joan Gerber, foi feito pela Murakami-Wolf-Swenson nos Estados Unidos em parceria com a Toei Animation no Japão. Teve uma trilha sonora escrita e interpretada por Flo & Eddie da banda de rock, The Turtles, para o tema de abertura da série.
O enredo seguia a personagem principal, Moranguinho ou Moranguito (originalmente Moranguitas), que vive em um lugar fictício chamado Terra da Moranguinho. No especial da série, narrado pelo Mr. Sun (em português: Senhor Sol), ela e seus amigos comemoram seu sexto aniversário e, com os preparativos para sua festa em andamento, um vilão chamado Homem das Tartes de Amoras das Montanhas dos Picos (original: The Peculiar Purple Pieman) rouba as frutas de casa da Moranguinho para as "tortas" da Moranguinho.
A série foi produzida e patrocinada pela empresa Kenner, sendo o primeiro especial para caracterizar a personagem Strawberry Shortcake da American Greetings. Apesar de ignorada pela rede de televisão, estreou em 28 de março de 1980, tendo sido distribuída em mais de 90 cidades dos Estados Unidos, sendo mais tarde lançada em 16mm, VHS, Betamax e DVD. A série recebeu duas críticas positivas na School Library Journal: em 1983 e em 2007.
No Brasil a série foi exibida pelo SBT com o título de Moranguinho e dublagem brasileira feita nos estúdios Álamo. Teve um marketing brasileiro que incluía brinquedos produzidos pela Estrela Brinquedos de 1984 a 1988. As revistas do Moranguinho no Brasil foram editadas pela Editora Abril de 1985 a 1986 em 6 números e com o título: Moranguinho, Asterói e Fido. Em 1986, a própria Editora Abril lançou uma nova série da revista lançada até 1988, totalizando 22 números e com o título: Moranguinho e sua Turma. Em 2007, a editora On Line começou a publicar a revista, tendo sido lançada até 2010 com 17 números; também teve dois almanaques lançados em 2009. A série é conhecida atualmente como O Mundo de Moranguinho.
Em Portugal a série foi emitida pela RTP em 1986 na dobragem original com legendas em português e com o título de Moranguito, tendo sido mais tarde lançada em VHS com o título de Moranguitas. Teve sua estreia portuguesa na SIC em 2002, só que com dobragem feita nos estúdios PSB.

## Enredo
Moranguinho/Moranguito vive em um lugar chamado Terra da Moranguinho, com sua gata de estimação Pudim Flan/Creminho; sua casa parece um bolo. Seus amigos se chamam Huckleberry, Bolo de Amora, Tarte de Framboesa, Pudim de Ameixas, Flor de Laranjeira, Tarte de Limão, T.N. Mel, Damasquito e a jovem Maçã Assada (ou Maçãzinha). Numa manhã, durante o dia de mercado, as amigas da Moranguinho discutem seus planos para o sexto aniversário dela, exceto o preguiçoso Huckleberry.
O vilão da Moranguinho, chamado Homem das Tartes de Amoras, vive no topo do Palácio Pie Tin em um monte negro chamado Montanha dos Picos. Enquanto ela está fazendo suas tarefas, ele envia seus corvos os "pássaros berry" para roubar algumas frutas para por nas suas tortas. A Moranguinho tenta espantar o rebanho para longe com sua vassoura, mas uma árvore em movimento a ajuda como um espantalho, e ela agradece a ele por a ajudá-la. Em desespero, o Homem das Tartes vai até a Terra da Moranguinho para fazer suas ofertas, vestido como um vendedor ambulante.
Ao meio-dia, Moranguinho chama suas amigas para o almoço, mas a deixam para trás e vão para o Parque Lilac para preparem sua festa surpresa. Logo depois, o Homem das Tartes se disfarça e encontra ela e oferta regadores para venda. Para seu desgosto, Moranguinho não pode dar ao luxo de comprar um mágico garantido para produzir morangos a metros de altura. Ela é ajudada pela Lucky Bug por seu erro afortunado, a joaninha ajudante de Huckleberry, ele vai para o Parque, onde Huckleberry paga o equipamento.
Moranguinho chega ao local para ver suas amigas, que lhe desejam um "Feliz Aniversário" e dão um presente: o regador do Homem das Tartes. O dispositivo não consegue crescer nada e transborda em vez disso, inundando o parque e vários lugares da Terra da Moranguinho. Então ficam desanimadas porque o Homem das Tartes as enganaram para que seu plano de roubo das frutas desse certo, e logo elas colhem cada pedacinho daquela oferta em relação a ele.
O grupo viaja para o Palácio Pie Tin em jangadas feitas de arrojos (ou destroços). Desembarcam em cima de um campo de lama, elas descobrem de Lucky Bug que a Maçã Assada acabou presa no Palácio; elas agora não tem nenhuma maneira de salvá-la. O Senhor Sol, o narrador da história, dá para Moranguinho um desejo. Ela quer derrotar o Homem das Tartes, e um bosque de árvores para ajudá-la a alcançar este objetivo; então pisoteando faz com que o Palácio entre em colapso. Depois disso, a Maça Assada lhe dá uma nota exigindo que ele se renda e faça boas ações; ele relutantemente faz isso, dando a criança sua palavra e as frutas de volta à Moranguinho e suas amigas. No final do especial, Moranguinho oferece-lhe a oportunidade de vender suas tortas de morango no mercado, e tornam-se amigos.

## Elenco
| Nome            | Personagem       | Referências                       |       |
| EUA             | PT               |                                   |       |
| --------------- | ---------------- | --------------------------------- | ----- |
| Russi Taylor    | Susana João      | Strawberry Shortcake              | [ 4 ] |
|                 | Mónica Figueiras | Pudim                             | [ 4 ] |
|                 | Inês Marques     | Merengue                          | [ 4 ] |
|                 | Helena Mota      | Gengibre                          | [ 4 ] |
|                 | Suzana João      | Laranjinha                        | [ 4 ] |
| Robert Ridgely  |                  | Peculiar Purple Pieman            | [ 4 ] |
| Romeo Muller    |                  | Mr. Sun / Narrador                | [ 4 ] |
| Julie McWhirter |                  | Huckleberry Pie                   | [ 4 ] |
| Joan Gerber     |                  | Blueberry Muffin / Apple Dumpling | [ 4 ] |
| Pamela Anderson |                  | Raspberry Tart                    | [ 4 ] |
| Bob Holt        |                  | Ben Bean / Escargot               | [ 4 ] |

## Produção
Produzida e patrocinada pela empresa Kenner, The World of Strawberry Shortcake foi o primeiro de seis especiais de televisão para estrelar a personagem principal. A franquia começou em 1977, quando na American Greetings a Muriel Fahrion desenhou os primeiros designs de Moranguinho e sua gata Custard.  A partir de 1979 passou a aparecer em cartões de aniversário, bonecas, livros e jogos.
O especial foi feito por Murakami-Wolf-Swenson, que trabalhou anteriormente em The Point, de Frank Zappa, além de 200 Motels, ambos em 1971. RLR Associates da Cidade de Nova Iorque foi outro parceiro de produção. A Toei Animation do Japão também trabalhou na animação. No momento da produção, os produtores chamaram de "jogo de moralidade para pequenos". Um dos tripulantes foi Romeo Muller, escritor de vários especiais de Rankin/Bass na televisão. Muller foi escritor, co-produtor e compositor do especial de Strawberry Shortcake, além de dublar Mr. Sun, o narrador da série. Após propor a ideia para Kenner e a empresa American Greetings, concordaram em produzir. Segundo Jack Chojnacki, co-presidente de "Those Characters From Cleveland", uma subsidiária da American Greetings, "o fabricante da placa considerou novas adições ao roteiro e, segundo o escritor, cada personagem deve ser comercializável". Com essas sugestões em mente, Muller apareceu com um vilão chamado Peculiar Purple Pieman. A divisão Toy Group da General Mills, que possuía a Kenner à época, gastou US$400,000 no especial exibido em 1980.

## Lançamento
O primeiro especial de televisão: Strawberry Shortcake, estreou em 1980, reviveu uma polêmica potente que muitas pessoas acreditavam que tinha sido colocada para descansar. [The World of Strawberry Shortcake] foi claramente tanto um programa comercial comprido que o antigo desenho Hot Wheels tinha sido. Mas o clima regulatório em Washington tinha mudado, e o especial  Strawberry Shortcake abriu o caminho para o que às vezes parece ser a transformação da televisão para crianças em um braço promocional da indústria de brinquedos.

David Owen, "O Homem que Inventou Saturday Morning" (ensaio), 1986
Após a conclusão, Muller estava satisfeito com a forma como The World of Strawberry Shortcake acabou. Apesar de apontar a falta de tais influências no especial, ele disse a The New York Times em abril de 1981: "Acho que o show é um comercial, no sentido mais amplo da palavra." Algum tempo após a estreia da personagem principal em 1980 na American International Toy Fair, grandes redes de televisão nos EUA, ofereceram uma chance de transmitir o especial. Eles também consideraram uma propaganda para a linha de brinquedos mas rejeitou-a devido ao contraste de tom da série. Em 28 de março de 1980, estreou o especial sobre estações independentes em mais 90 cidades dos Estados Unidos, tendo sido exibida na WNEW (atual WNYW) em Nova Iorque e no KTLA em Los Angeles. Kenner lançou uma coleção de bonecas e brinquedos baseadas no especial, com a transmissão original. Isto levou John J. O'Connor de The New York Times a proclamar, "Avante e para cima com a arte do marketing!"
Em 1981, a Lexington Broadcast Services Company os direitos de publicação foram adquiridos para The World of Strawberry Shortcake, juntamente com a sequência, Strawberry Shortcake in Big Apple City. Em 1986, a Television Program Source assumiu os direitos para o primeiro especial. Foi lançado um filme com 16mm pela empresa Coronet em 1982, e em VHS pela Beta em outubro de 1985 pela Family Home Entertainment. Na Região 1 de DVD da Allumination FilmWorks, com este especial e Big Apple City, foi relançado no dia 6 de março de 2007. Na Alemanha, o original estreou no canal ZDF no dia 4 de abril de 1983, como Emily im Erdbeerland.
O álbum de trilha sonora (com as contribuições de Flo & Eddie e de The Turtles) foi lançado pela Kid Stuff Records no ano da exibição inicial, sendo que a lista de faixas teve a "Strawberry Shortcake Theme", além de "Smile a Sunny Morning", "Sunflower Market", "Monster Trees" e "Berry Talk".

## Recepção
The World of Strawberry Shortcake foi avaliada pela School Library Journal em que, na edição de dezembro de 1983, Margaret Bush disse que "a história, personagens, diálogo e pedaços de negócio fase estão ocupadas, brilhante, artificial, e vai apelar das crianças", acrescentando que, contudo, "algumas das letras e do diálogo não são facilmente compreendidos, soa como se vozes de adultos pode estar tentando simular as vozes das crianças pequenas." Em 1987, Kathleen Pulcini do The Video Directory escreveu uma revisão do DVD como "deliciosa diversão para as crianças."
Em agosto de 2007, Kirsten Martindale deu ao DVD uma avaliação positiva e escreveu que "fãs [...] será completamente envolvido por esses dois episódios", recomendando-o "para as mamães nostálgicas e suas filhas." No entanto, destacou a qualidade de áudio e vídeo, dizendo "para quem ainda não experimentou o charme e simplicidade dos desenhos mais antigos, isso pode ser chato, mas o efeito nostálgico da apresentação original é descontraído e bem-vindos."